# Coppa del mondo di ciclismo su strada femminile 2005
La Coppa del mondo di ciclismo su strada femminile 2005 (in inglese 2005 UCI Women's Road World Cup), ottava edizione della competizione, prevedeva undici eventi tra il 27 febbraio e l'11 settembre 2005.
L'australiana Oenone Wood si aggiudicò il titolo individuale.

## Corse
| #  | Data         | Corsa                            | Vincitrice          | Squadra                        | Leader della CdM  |
| -- | ------------ | -------------------------------- | ------------------- | ------------------------------ | ----------------- |
| 1  | 27 febbraio  | Geelong World Cup                | Rochelle Gilmore    | Safi-Pasta Zara-Manhattan      | Rochelle Gilmore  |
| 2  | 6 marzo      | New Zealand World Cup            | Suzanne De Goede    | Van Bemmelen-AA Drink          | Oenone Wood       |
| 3  | 19 marzo     | Primavera Rosa                   | Trixi Worrack       | Equipe Nürnberger Versicherung | Oenone Wood       |
| 4  | 3 aprile     | Ronde van Vlaanderen             | Mirjam Melchers     | Buitenpoort-Flexpoint Team     | Mirjam Melchers   |
| 5  | 20 aprile    | La Flèche Wallonne Femmes (2005) | Nicole Cooke        | Safi-Pasta Zara-Manhattan      | Oenone Wood       |
| 6  | 8 maggio     | Gran Premio Castilla y León      | Susanne Ljungskog   | Buitenpoort-Flexpoint Team     | Susanne Ljungskog |
| 7  | 28 maggio    | Coupe du Monde de Montréal       | Geneviève Jeanson   |                                | Oenone Wood       |
| 8  | 21 agosto    | Grand Prix of Wales              | Judith Arndt        | Equipe Nürnberger Versicherung | Oenone Wood       |
| 9  | 27 agosto    | Grand Prix de Plouay             | Noemi Cantele       | Bigla Cycling Team             | Oenone Wood       |
| 10 | 4 settembre  | Rotterdam Tour                   | Ina-Yoko Teutenberg | T-Mobile                       | Oenone Wood       |
| 11 | 11 settembre | Rund um die Nürnberger Altstadt  | Giorgia Bronzini    | Chirio-Forno d'Asolo           | Oenone Wood       |

## Classifiche UCI

### Classifica individuale
| Pos. | Corridore           | Squadra              | 1  | 2  | 3  | 4  | 5  | 6  | 7  | 8  | 9  | 10 | 11  | Totale |
| ---- | ------------------- | -------------------- | -- | -- | -- | -- | -- | -- | -- | -- | -- | -- | --- | ------ |
| 1    | Oenone Wood         | Nürnberger           | 50 | 30 | 35 | -  | 50 | 27 | 50 | 35 | 24 | 7  | 70  | 378    |
| 2    | Susanne Ljungskog   | Buitenpoort          | 21 | 21 | 11 | 50 | 18 | 75 | 27 | 50 | 10 | -  | 16  | 299    |
| 3    | Mirjam Melchers     | Buitenpoort          | 24 | 0  | 27 | 75 | 30 | 5  | 35 | 21 | 18 | -  | 20  | 255    |
| 4    | Giorgia Bronzini    | Chirio-Forno d'Asolo | -  | -  | -  | 27 | -  | -  | -  | -  | -  | 8  | 150 | 185    |
| 5    | Judith Arndt        | Nürnberger           | -  | 3  | -  | -  | 35 | 50 | 21 | 75 | -  | -  | -   | 184    |
| 6    | Rochelle Gilmore    | Safi-Pasta Zara      | 75 | 0  | -  | -  | -  | 0  | 0  | -  | -  | 6  | 100 | 181    |
| 7    | Suzanne De Goede    | AA Drink             | 3  | 75 | -  | 21 | 0  | 15 | -  | 1  | -  | 10 | 42  | 167    |
| 8    | Ina-Yoko Teutenberg | T-Mobile             | -  | -  | -  | -  | -  | -  | -  | -  | -  | 75 | 54  | 129    |
| 9    | Nicole Cooke        | Safi-Pasta Zara      | -  | -  | 50 | -  | 75 | -  | -  | 0  | -  | -  | 0   | 125    |
| 10   | Trixi Worrack       | Nürnberger           | -  | 5  | 75 | -  | 9  | 0  | -  | 10 | -  | -  | 0   | 99     |